# Великий Ляховський острів
Вели́кий Ля́ховський о́стрів (рос. Большой Ляховский остров, якут. Улахан Ляхов арыыта) — великий острів на межі двох морів Східно-Сибірського та моря Лаптєвих, є частиною Ляховських островів. Територіально належить до Республіки Саха, Росія.
Площа острова становить 4600 км². Висота острова сягає 293 м на південному сході — гора Емій-Тас. Виділяються й інші вершини: гори Гавріша-Тас (226 м), Хаптагай-Тас (225) та Маркуша-Тас (203), а також височина Усук-Хая (141 м). Береги на заході та сході високі, скелясті, інші рівнинні, місцями заболочені. Поширені мілини — півночі (Боруога) та південному сході.
Протокою Етерікан острів відокремлюється від острова Малого Ляховського, протокою Дмитра Лаптєва — від материка (мис Хрестовий). На південному заході заходиться півострів Кігілях, перешийок якого утворює з півночі затоку Шосту, а з півдня затоку Малакатин.
На острові багато дрібних озер термокарстового походження, які найбільше скупчені біля західного узбережжя. Серед найбільших виділяються Кегелях-Кюєльлере та Хастир-Кюєль. Острів вкритий густою сіткою річок та струмків. До найдовших відносяться: Великий Етерікан, Блудна та Орто-Юрях.

## Дивись також
- Список географічних об'єктів Великого Ляховського острова

| Росія | Це незавершена стаття з географії Росії. Ви можете допомогти проєкту, виправивши або дописавши її. |